# Betaina reduttasi
La betaina reduttasi è un enzima appartenente alla classe delle ossidoreduttasi, che catalizza la seguente reazione:
acetil fosfato + trimetilammina + tioredossina disolfuro ⇄ N,N,N-trimetilglicina + fosfato + tioredossina
La reazione è osservata solo nella reazione della riduzione della betaina. L'enzima di Eubacterium acidaminophilum è costituito dalle subunità A, B e C. La B contiene selenocisteina ed un gruppo piruvoile, ed è responsabile del legame della betaina e del rilascio della trimetilammina. La A, che contiene anch'essa selenocisteina, è ridotta dalla tioredossina, ed è necessaria per convertire il gruppo carbossimetilico in un equivalente chetene, a turno utilizzato dalla subunità C per produrre acetil fosfato. Solo la B distingue questo enzima dalla glicina reduttasi (numero EC 1.21.4.2) e dalla sarcosina reduttasi (numero EC 1.21.4.3).